# Harry Mathews
Harry Mathews (Nueva York, 14 de febrero de 1930-Cayo Hueso, 25 de enero de 
2017
) fue un escritor estadounidense autor de novelas, poesía, cuentos y ensayos. Fue la segunda persona de esa nacionalidad en pertenecer a la sociedad literaria francesa Oulipo.

## Vida
Nace en Nueva York en 1930 y cursa estudios en la escuela Groton en Massachusetts, para luego ingresar en la Universidad de Princeton en 1947. Abandona Princeton para ingresar en Harvard, donde realiza estudios de música y se gradúa en 1952. Antes, el 6 de junio de 1949, contrae matrimonio con la artista Niki de Saint Phalle. En 1951 tienen su primera hija, Laura, y en 1952 se trasladan los tres a la Rue Jean Dolent en París. En mayo de 1955 nace su segundo hijo, Philip, y en 1960 la pareja se separa. En 1961 crea, junto con los poetas John Ashbery, Kenneth Koch y Jimmy Schuyler, la revista literaria Locus Solus, de la cual solo se editan cinco números. 
Harry Mathews pasa a formar parte de la sociedad literaria Oulipo, siendo el segundo norteamericano en conseguirlo. Entabla amistad con otro miembro, el escritor francés Georges Perec, y se traducen sus obras mutuamente.
En 1992 se casa con la escritora Marie Chaix.
Fallece el 25 de enero de 2017.

## Trayectoria literaria
En 1961, con dinero recibido en herencia, Mathews financió la revista literaria Locus Solus los poetas que más tarde serían conocidos como la Escuela de Nueva York. 
The Conversions (1962), la primera novela del escritor el narrador es invitado a una reunión social nocturna en la casa de un excéntrico rico y poderoso llamado Grent Wayl. Durante el transcurso de la noche, se le invita a participar en un juego de fiesta elaborado, que involucra, entre otras cosas, una carrera entre varios gusanos pequeños. El narrador gana y se lleva un premio. Al poco y tiempo muere el millonario y para obtener su fortuna se debe contestar tres preguntas y tener en posesión el premio que ganó en la carrera de gusanos. El libro transcurre mientras el protagonista intenta descifrar las tres preguntas en un mundo de ficción que es surrealista sin ser caótico ni arbitrario 

## Obra
Ha escrito novelas, poesías, relatos y ensayos, destacando los siguientes: 
- The Ring - poesía, 1960
- The Conversions - novela, 1962
- Tlooth - novela, 1966
- The Sinking of the Odradek Stadium - novela, 1972
- The Planisphere - poesía, 1974
- Selected Declarations of Dependence - prosa, 1977
- Trial Impressions - poesía, 1977
- Country Cooking and Other Stories - relatos, 1980
- Plaisirs singuliers - prosa, 1983[n 1]
- Armenian Papers: Poems 1954-1984
- Cigarettes - novela, 1987 (Cigarrillos. CIRCE Ediciones, S.A. 1990. ISBN 84-7765-029-2)
- The Way Home - varios, 1988
- 20 Lines a Day - prosa, 1988
- The Orchard - remembrance, 1988
- Out of Bounds - poesía, 1989
- S. - ficción, 1991 (uno de los siete autores)
- Immeasurable Distances - crítica, 1991
- The Journalist - novela, 1994
- The Human Country - relatos, 2002
- The Case of the Persevering Maltese - no ficción, 2003
- My Life In CIA - memorias, 2005
- The New Tourism - poesía, 2010